# You Don't Know Me (пісня Jax Jones)
«You Don't Know Me» — пісня англійського ді-джея і продюсера Jax Jones за участі Raye. Пісня була випущена у Великій Британії 9 грудня 2016 року під лейблом Polydor Records. Пісня зайняла третю сходинку в UK Singles Chart.

## Чарти

### Тижневі чарти
| Чарт (2016–17)                               | Найвища позиція |
| -------------------------------------------- | --------------- |
| Австралія (ARIA)                             | 12              |
| Австрія (Ö3 Austria Top 75)                  | 7               |
| Бельгія (Ultratop Flanders)                  | 2               |
| Бельгія (Ultratop Wallonia)                  | 2               |
| Канада (Canadian Hot 100)                    | 70              |
| Колумбія (National-Report)                   | 82              |
| СНД (Tophit)                                 | 6               |
| Чехія (IFPI)                                 | 12              |
| Чехія (Singles Digitál Top 100)              | 13              |
| Данія (Tracklisten)                          | 6               |
| Фінляндія (Suomen virallinen lista)          | 10              |
| Франція (SNEP)                               | 6               |
| Німеччина (Official German Charts)           | 3               |
| Угорщина (Dance Top 40)                      | 8               |
| Угорщина (Rádiós Top 40)                     | 20              |
| Угорщина (Single Top 40)                     | 8               |
| Ірландія (IRMA)                              | 3               |
| Італія (FIMI)                                | 9               |
| Mexico Airplay (Billboard)                   | 47              |
| Нідерланди (Dutch Top 40)                    | 6               |
| Нідерланди (Mega Single Top 100)             | 8               |
| Нова Зеландія (RIANZ)                        | 35              |
| Норвегія (VG-lista)                          | 7               |
| Польща (Polish Airplay Top 100)              | 12              |
| Португалія (AFP)                             | 14              |
| Румунія (Media Forest)                       | 7               |
| Russia Airplay (Tophit)                      | 4               |
| Шотландія (Official Charts Company)          | 3               |
| Словаччина (IFPI)                            | 17              |
| Словаччина (Singles Digitál Top 100)         | 9               |
| Словенія (SloTop50)                          | 27              |
| Іспанія (PROMUSICAE)                         | 19              |
| Швеція (Sverigetopplistan)                   | 6               |
| Швейцарія (Media Control AG)                 | 5               |
| Велика Британія (Official Charts Company)    | 3               |
| США (Hot Dance Club Songs) (Billboard)       | 33              |
| США (Hot Dance/Electronic Songs) (Billboard) | 13              |
| США (Hot Dance Airplay) (Billboard)          | 10              |

### Річні чарти
| Чарт (2017)                          | Позиція |
| ------------------------------------ | ------- |
| Австралія (ARIA)                     | 54      |
| Австрія (Ö3 Austria Top 40)          | 43      |
| Бельгія (Ultratop Flanders)          | 7       |
| Бельгія (Ultratop Wallonia)          | 7       |
| CIS (Tophit)                         | 35      |
| Данія (Tracklisten)                  | 22      |
| Німеччина (Official German Charts)   | 20      |
| Угорщина (Rádiós Top 40)             | 55      |
| Угорщина (Single Top 40)             | 42      |
| Угорщина (Stream Top 40)             | 35      |
| Ізраїль (Media Forest)               | 45      |
| Італія (FIMI)                        | 27      |
| Нідерланди (Single Top 100)          | 32      |
| Польща (ZPAV)                        | 48      |
| Румунія (Airplay 100)                | 10      |
| Швеція (Sverigetopplistan)           | 51      |
| Швейцарія (Schweizer Hitparade)      | 23      |
| UK Singles (Official Charts Company) | 10      |

## Сертифікації
| Регіон | Сертифікація | Продажі   |
| --- | ------------ | --------- |
| Австралія (ARIA) | 2× Платина   | 140,000   |
| Бельгія (BEA) | 2× Платина   | 60,000    |
| Франція (SNEP) | Діамантовий  | 250,000   |
| Німеччина (BVMI) | Платина      | 400,000   |
| Італія (FIMI) | 3× Платина   | 150,000   |
| Іспанія (PROMUSICAE) | Платина      | 40,000    |
| Швеція (IFPI Sweden) | 2× Платина   | 80,000    |
| Велика Британія (BPI) | 2× Платина   | 1,200,000 |
| *продажі, що базуються лише на сертифікаціях · ^відвантаження, що базуються лише на сертифікаціях · продажі+прослуховування, що базуються лише на сертифікаціях |              |           |